# IHeartRadio Music Festival
El IHeartRadio Music Festival es un festival de concierto de música de dos días que se celebra todos los años en septiembre desde 2011 por IHeartRadio a lo largo de Las Vegas Strip en Las Vegas, Nevada, Estados Unidos.
De 2011 a 2015, el festival se llevó a cabo en el MGM Grand Garden Arena en Las Vegas, Nevada.  En 2013, IHeartRadio agregó el Daytime Village gratuito en el IHeartRadio Music Festival, que tuvo lugar en Las Vegas Village hasta que se trasladó al Las Vegas Festival Grounds en 2018. En 2016, el IHeartRadio Music Festival se trasladó al T-Mobile Arena (en el Paradise no incorporado, y desde entonces ha sido sede de la parte principal del festival.
El evento anual se ha emitido como especial de televisión todos los años desde su lanzamiento.  En 2011, el evento fue televisado por VH1, mientras que todas las ediciones desde 2012 han sido transmitidas por The CW, dando inicio a la temporada de televisión de otoño de esa cadena.
Según Billboard, el festival principal "presenta a algunos de los artistas más consolidados del género", mientras que el pueblo presenta a artistas emergentes. En 2013, la revista escribió que el festival se había "establecido rápidamente como el hogar de todos los artistas importantes."
El IHeartRadio Music Festival es parte de la lista de eventos importantes de conciertos de IHeartMedia, que incluye el fin de semana iHeartSummer'17 de AT&T;  la gira nacional IHeartRadio Jingle Ball Concert Tour; el IHeartCountry Festival;  y los IHeartRadio Music Awards.

## Alineaciones

### 2011
El Festival de Música IHeartRadio 2011 se llevó a cabo los días 23 y 24 de septiembre. El cartel contó con actuaciones de: The Black Eyed Peas, Kelly Clarkson, Bruno Mars, Carrie Underwood, Karmin, Jane's Addiction, Coldplay, Alicia Keys, Jay-Z  (con Alicia Keys) , Steven Tyler  (con Jeff Beck con Nicole Scherzinger) , Nicki Minaj, Rascal Flatts  (con Natasha Bedingfield) , Jennifer López, Sublime with Rome, David Guetta  (feat. Usher) , Kenny Chesney y Lady Gaga  (hazaña. Sting). 

### 2012
El Festival de Música IHeartRadio 2012 se llevó a cabo los días 21 y 22 de septiembre. El cartel contó con actuaciones de: Rihanna, Green Day, Usher, Swedish House Mafia  (con Usher) , Lil Wayne  (feat. Keyshia Cole) , Psy, Jason Aldean, Bon Jovi, Megan y Liz, Miranda Lambert  (feat. Pistol Annies) , No Doubt  (con Pink) , Pitbull  (feat. Ne-Yo) , deadmau5  (feat. Gerard Way)  , Aerosmith, Linkin Park, Taylor Swift, Mary J. Blige  (feat. Prince)  , Enrique Iglesias  (feat. Sammy Adams y Pitbull) , Calvin Harris  (feat. Ne-Yo) , Brad Paisley y Pink.
Este evento es más conocido porque el cantante principal de Green Day Billie Joe Armstrong perdió los estribos durante la actuación de la banda. Armstrong juró casi 50 veces mientras despotricaba sobre la falta de compromiso de la audiencia (esto también sucedió con Linkin Park y Deadmau5/Gerard Way) y el set de Green Day se redujo a 20 minutos debido a que Usher recibió 25 minutos adicionales por su actuación.  Armstrong y el bajista Mike Dirnt rompieron la guitarra y el bajo y salieron del escenario. Green Day anunció que Armstrong se había registrado en rehabilitación unos días después y se disculpó en nombre de Armstrong. A pesar de la disculpa, iHeartRadio y Usher han recibido duras críticas en YouTube por el incidente.

### 2013
El Festival de Música IHeartRadio 2013 se llevó a cabo los días 20 y 21 de septiembre. El cartel contó con actuaciones de: Queen + Adam Lambert  (feat. Fun) , Justin Timberlake, Katy Perry , (con Juicy J) , Ylvis, Chris Brown  (con Benny Benassi) , Drake, Benny Benassi, Elton John, J. Cole  (feat. Miguel y TLC) , Fun, Miguel, Tiësto, Muse, Keith Urban, Robin Thicke, The Summer Set, Miley Cyrus, Kesha  (feat. Joan Jett) , Phoenix, Bruno Mars, Treinta segundos para Mars, Maroon 5, Zedd, Tim McGraw y Paul McCartney.
El cartel de Daytime Village de 2013 contó con Miley Cyrus, The Wanted, Jason DeRulo, The Band Perry, Avril Lavigne, Krewella, Cher Lloyd, Ne-Yo, Twenty One Pilots, Pete Tong y Awolnation.

### 2014
El Festival de Música IHeartRadio 2014 se llevó a cabo los días 19 y 20 de septiembre. El cartel contó con actuaciones de: Ariana Grande  (feat. Childish Gambino) , Before You Exit, Usher  (feat. Chris Brown) , Zac Brown Band, Steve Aoki, Mötley Crüe, Nicki Minaj  (feat. Ariana Grande) , Coldplay, Taylor Swift, Iggy Azalea, Eric Church, Meghan Trainor, Calvin Harris, Bastille, Lil Jon, Paramore, Lorde, Tren, Weezer, Ed Sheeran y One Direction.
La alineación de Daytime Village de 2014 incluyó a Lil Jon, Neon Trees, Iggy Azalea, Nico & Vinz, Meghan Trainor, Magic!, Fences  (feat. Macklemore) , Jason DeRulo, 5 Seconds of Summer, Childish Gambino y Kacey Musgraves.

### 2015
El Festival de Música IHeartRadio 2015 tuvo lugar los días 18 y 19 de septiembre. El cartel contó con actuaciones de: Demi Lovato, Kanye West, Sam Smith, Coldplay, David Guetta, Kenny Chesney, The Weeknd, Tove Lo, Lil Wayne, Fall Out Boy, Divulgación, Hozier, Jason Derulo, Duran Duran, Prince Royce, Diplo, Trey Songz, The Killers, Blake Shelton, Nick Jonas, Diddy, Christina Grimmie y Jennifer López. Janet Jackson debía presentarse el 19 de septiembre, pero se retiró y fue reemplazada por Jennifer López.
El cartel de Daytime Village de 2015 incluyó a Demi Lovato, Hozier, Tove Lo, Trey Songz, Walk the Moon, Nick Jonas, Big Sean, Lee Brice, George Ezra, Tori Kelly, Echosmith, James Bay, The Struts, Zella Day y Shawn Mendes

### 2016
El Festival de música IHeartRadio 2016 se llevó a cabo el 23 y 24 de septiembre. El cartel contó con las actuaciones de: Britney Spears  (feat. G-Eazy) , Ariana Grande, Drake, Sam Hunt, Twenty One Pilots, Billy Idol, Florida Georgia Line, OneRepublic, Sia, Cage The Elephant, Tears For Fears, Pitbull, U2, Sting, Usher, Backstreet Boys, Green Day y Zedd.
La programación de Daytime Village de 2016 incluía a Daya, Troye Sivan, DNCE, Sam Hunt, Good Charlotte, The Chainsmokers, Cold  Niños de la guerra, Hailee Steinfeld, Jeremih, Alessia Cara, Cage the Elephant, Lissie, Panic! at the Disco y Bryson Tiller.

### 2017
El Festival de Música IHeartRadio 2017 se llevó a cabo el 22 y 23 de septiembre. El cartel contó con actuaciones de Coldplay, The Weeknd, DJ Khaled (con invitados especiales Demi Lovato, Quavo, French Montana, Chance the Rapper y Travis Scott), Miley Cyrus, Lorde (con invitados especiales Jack Antonoff y Khalid), Kings of Leon, Big Sean, Pink, Chris Stapleton, Thirty Seconds to Mars, Niall Horan, David Guetta (con el invitado especial Bebe Rexha), Thomas Rhett, Harry Styles, Kesha y Louis Tomlinson, además del Rising Star Winner de iHeartRadio James Maslow.
El cartel de Daytime Village de 2017 incluyó: Migos, Halsey, Flume, Little Mix, French Montana, Niall  Horan, Bleachers, Kelsea Ballerini, Judah and the Lion, Bebe Rexha, Noah Cyrus, Hey Violet, Códigos de trucos, All Time Low, Khalid y Julia Michaels.
La transmisión anual retrasada en cinta del festival se retrasó por decisión mutua de The CW e IHeartMedia el 2 de octubre de forma indefinida después del tiroteo en Las Vegas 2017 durante el festival Route 91 Harvest la noche anterior, como el IHeartRadio Music Festival utilizó el mismo lote de Las Vegas Village para el Daytime Festival, el festival Route 91 lo hizo para su evento completo. Finalmente, se colocó en dos noches durante cuatro horas, el 22 y el 24 de noviembre, intercalando Día de Acción de Gracias.

### 2018
El Festival de Música IHeartRadio 2018 se llevó a cabo el 21 y 22 de septiembre, y el Daytime Village se mudó al Las Vegas Festival Grounds y los monumentos a las víctimas del festival Route 91 Harvest 2017 también formaron parte del evento. El cartel contó con las actuaciones de Justin Timberlake, Mariah Carey, Jack White, Kelly Clarkson, Carrie Underwood, Lynyrd Skynyrd, Jason Aldean, Childish Gambino, Lógica, Imagine Dragons, Panic! en la discoteca, Luke Bryan, Shawn Mendes, Rae Sremmurd, Kygo y Fleetwood Mac, además del ganador de la estrella en ascenso de iHeartRadio Heffron Drive. Sam Smith estaba programado para presentarse el 21 de septiembre, pero tuvo que cancelar en el último minuto debido a problemas vocales.
El cartel de Daytime Village incluyó: Logic, Dua Lipa, 5 Seconds of Summer, Lil Uzi Vert, Dustin Lynch, Bazzi,  Belly, Bobby Bones y los Raging Idiots, Greta Van Fleet, Bad Bunny, Nieto, Leon Bridges, MAX, Badflower, Evvie, The Vamps y Drax Project.

### 2019
El Festival de Música IHeartRadio 2019 se llevó a cabo los días 20 y 21 de septiembre. El cartel contó con Alicia Keys, Cage the Elephant, Camila Cabello, Chance the Rapper, Def Leppard, French Montana, Halsey, Heart, HER, Miley Cyrus (con invitado especial Mark Ronson), Mumford and Sons, Tim McGraw, Zac Brown Band, Steve Aoki (con invitados especiales Darren Criss y Monsta X), Hootie and the Blowfish, Marshmello (con el invitado especial Kane Brown), Backstreet Boys, Green Day y T-Pain.
El cartel de Daytime Village incluyó: Maren Morris, Billie Eilish, Old Dominion, Zara Larsson, CNCO, Brett Young, ELLA, Monsta X, Fletcher, Bryce Vine, Lauv y Loud Luxury.

### 2020
El Festival de Música IHeartRadio 2020, en el que se celebró el décimo aniversario del festival, se llevó a cabo el 18 y 19 de septiembre de 2020. El cartel incluyó actuaciones de Alicia Keys, Bon Jovi (con la invitada especial Jennifer Nettles), BTS, Coldplay, Kane Brown (con invitado especial Khalid), Swae Lee, Keith Urban, Migos, Miley Cyrus, Thomas Rhett y Usher. Debido a la pandemia de COVID-19 todas las presentaciones se llevaron a cabo virtualmente y se pudieron ver simultáneamente en las aplicaciones The CW y The CW. The Daytime Village fue cancelado este año.

### 2021
El Festival de Música IHeartRadio 2021 se llevará a cabo el 17 y 18 de septiembre. El cartel incluirá actuaciones de Billie Eilish, Cheap Trick, Coldplay, Dua Lipa, Florida Georgia Line, Journey, Khalid, Lil Baby, Maroon 5, Nelly, Sam Caza, Weezer, J. Cole e invitado especial Finneas con más por anunciar.
The Daytime Village regresó este año e incluirá a Olivia Rodrigo, The Kid Laroi, Saweetie, All Time Low, 24kGoldn, Russell Dickerson, Yungblud, Gabby Barrett, Tate McRae, Conan Gray y Addison Rae.
DaBaby fue eliminado del cartel del festival luego de los comentarios homofóbicos que hizo.

## Cobertura de prensa
Entertainment Weekly en su reseña del festival inaugural señaló que el escenario rotatorio era un mecanismo que mantenía el programa según lo programado, y señaló que el festival "tenía que ver con la gratificación instantánea" con un enfoque general en los éxitos de la radio. En 2012, la salida airada del cantante Billie Joe Armstrong del escenario después de que los organizadores terminaran el set de Green Day prematuramente provocó la cobertura de medios de comunicación como "Billboard", MTV, "Fuse y Huffington Post. El año también se destacó por una serie de dúos, incluso cuando el inesperado intérprete Prince se unió a Mary J. Blige para dos temas, cuando P!Nk cantó "Just A Girl" con No Doubt y cuando Swedish House Mafia se unió  con Usher en la interpretación de su canción "Euphoria". En 2014, Billboard comentó sobre los recientes éxitos de radio de los artistas en el escenario de Daytime Village, afirmando que "Con tantos artistas que recientemente habían salido de la relativa oscuridad con sencillos exitosos, IHeartRadio Village se sentía como un Top 40 lista de reproducción puesta en reproducción aleatoria." En 2014, Associated Press notó que algunas sorpresas se habían mezclado con la "dosis constante de éxitos" del programa, incluida la aparición de Will.I.Am de Black Eyed Peas en el escenario con DJ Steve Aoki y "apariciones inesperadas" de Alicia Keys y Jason DeRulo.